# Maria Francisca de Assis de Bragança
Maria Francisca de Bragança (Queluz, 22 de abril de 1800 — Alverstoke, 4 de setembro de 1834) foi uma infanta de Portugal, filha do rei João VI de Portugal e da rainha consorte Carlota Joaquina da Espanha. Seu marido, o infante Carlos, Conde de Molina, foi o primeiro pretendente carlista ao trono da Espanha.

## Biografia
Nascida no Palácio de Queluz, D. Maria Francisca de Assis da Maternidade Xavier de Paula e de Alcântara Antónia Joaquina Gonzaga Carlota Mónica Senhorinha Sotera e Caia era a terceira filha do rei D. João VI de Portugal e de sua consorte, Carlota Joaquina de Bourbon. Entre seus irmãos, estava D. Pedro I do Brasil (IV de Portugal) e D. Maria Isabel de Bragança, rainha consorte de Espanha.
Em 1807, com a Primeira invasão francesa de Portugal, D. Maria Francisca deslocou-se com a Família Real para o Brasil.
Em Cadiz, no dia 4 de Setembro de 1816, D. Maria Francisca casou-se por procuração com o infante Carlos de Bourbon. Casou-se em pessoa no dia 22 de Setembro daquele ano, em Madrid. O matrimónio, tal como o de sua irmã D. Maria Isabel, serviu para aproximar Portugal e Espanha. Carlos era o tio materno de Maria Francisca, eles tiveram três filhos juntos.
Depois de ficar viúvo, Carlos desposou sua cunhada, a infanta D. Maria Teresa de Bragança, irmã mais velha de D. Maria Francisca.
D. Maria Francisca de Bragança faleceu na reitoria de Alverstoke, um vilarejo em Gosport, Hampshire, Inglaterra. O seu corpo foi sepultado na capela-mor da Igreja de St. Mary's do mesmo vilarejo, sendo posteriormente trasladada para a Catedral de Trieste, em Itália.

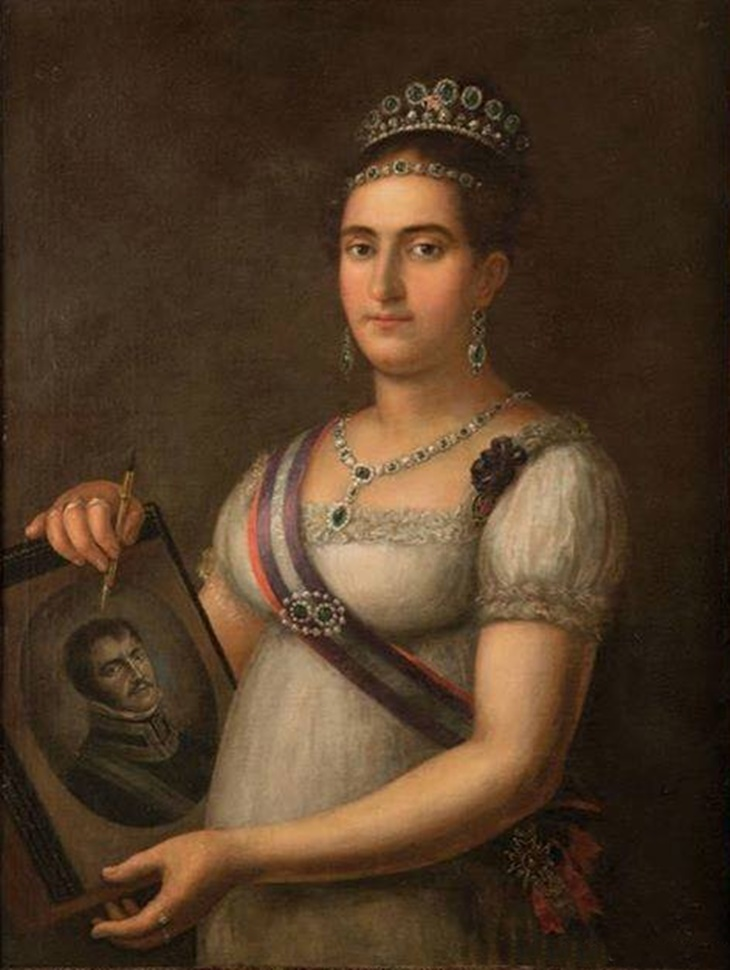
Maria Francisca segurando o retrato do seu marido, Carlos, Conde de Molina.

## Descendência
- Carlos, Conde de Montemolín (1818-1861), sem descendência;
- João, Conde de Montizón (1822-1887), com descendência;
- Fernando de Bourbon e Bragança (1824-1861), sem descendência.

## Honrarias
- Dama da Ordem das Damas Nobres da Rainha Maria Luísa[2]
- Dama da Ordem Real de Santa Isabel[2]
- Grã-Cruz da Ordem de Nossa Senhora da Conceição de Vila Viçosa
- Dama da Ordem da Cruz Estrelada (Primeira Classe)[3][4][5]